# 레프레텔
레프레텔(스페인어: Repretel)는 코스타리카의 텔레비전 채널이다.